# Schweiz i olympiska vinterspelen 1992
Schweiz deltog i olympiska vinterspelen 1992. Schweiz trupp bestod av 74 idrottare, 57 män och 17 kvinnor. 

## Medaljer

### Guld
- Bob
  - Två-manna herrar: Gustav Weder och Donat Acklin

### Brons
- Alpin skidåkning
  - Kombinerad herrar: Steve Locher

- Bob
  - Fyra-manna herrar: Gustav Weder, Donat Acklin, Lorenz Schindelholz och Curdin Morell

## Trupp
- Alpin skidåkning
  - Steve Locher
  - Paul Accola
  - William Besse
  - Annick Bonzon
  - Chantal Bournissen
  - Xavier Gigandet
  - Zoë Haas
  - Marco Hangl
  - Franz Heinzer
  - Urs Kälin
  - Daniel Mahrer
  - Katrin Neuenschwander
  - Hans Pieren
  - Corinne Rey-Bellet
  - Vreni Schneider
  - Marlis Spescha
  - Patrick Staub
  - Christine von Grünigen
  - Michael von Grünigen
  - Heidi Zeller-Bähler
  - Heidi Zurbriggen
- Backhoppning
  - Markus Gähler
  - Martin Trunz
  - Stefan Zünd
  - Sylvain Freiholz
- Bob
  - Jean-Marc Chabloz
  - Donat Acklin
  - Gustav Weder
  - Curdin Morell
  - Lorenz Schindelholz
  - Bruno Gerber
  - Gerold Löffler
  - Christian Meili
  - Christian Reich
- Längdskidåkning
  - Brigitte Albrecht-Loretan
  - Hans Diethelm
  - Giachem Guidon
  - Sylvia Honegger
  - André Jungen
  - Elvira Knecht
  - Natascia Leonardi Cortesi
  - Barbara Mettler
  - Silke Schwager-Braun
- Freestyle
  - Jürg Biner
  - Bernard Brandt
  - Conny Kissling
  - Thomas Lagler
  - Petsch Moser
- Ishockey
  - Samuel Balmer
  - Sandro Bertaggia
  - Andreas Beutler
  - Patrice Brasey
  - Mario Brodmann
  - Manuele Celio
  - Jörg Eberle
  - Keith Fair
  - Doug Honegger
  - Patrick Howald
  - Peter Jaks
  - André Künzi
  - Dino Kessler
  - Alfred "Fredy" Lüthi
  - Sven Leuenberger
  - Gil Montandon
  - Reto Pavoni
  - André Rötheli
  - Mario Rottaris
  - Andy Ton
  - Renato Tosio
  - Thomas Vrabec
- Nordisk kombination
  - Hippolyt Kempf
  - Urs Niedhart
  - Andreas Schaad
  - Marco Zarucchi